# IC 4488
IC 4488 — галактика типу E (еліптична галактика) у сузір'ї Волопас.
Цей об'єкт міститься в оригінальній редакції індексного каталогу.